# Schaugarten Schwante
Der ehemalige Schaugarten Schwante in Schwante nahe Oranienburg ist eine Gartenanlage am Gartenweg 56 mit ursprünglich etwa 8 Hektar Größe. 
Nach der Wende richtete Michael Beuthe auf dem Areal eine Baumschule und einen an einem Florentiner Vorbild orientierten Renaissancegarten ein, der lange Jahre öffentlich zugänglich war. Seit Oktober 2020 ist der Schaugarten dauerhaft geschlossen.